# Dylan Owusu
Dylan Owusu (23 de septiembre de 1997) es un deportista de Bélgica que compite en atletismo. Ganó una medalla de bronce en el Campeonato Europeo de Atletismo por Equipos de 2019, en la prueba de 400 m vallas.